# Alien Vampires
Alien Vampires — музыкальный коллектив из Италии, образованный в 1998 году и исполняющий свою музыку в жанре Dark Electro. Проект известен своим антицензурным и антиморальным характером лирики и имиджа. После выпуска двух первых альбомов — Evil Generation (2005) и No One Here Gets Out Alive (2007) — проект заслужил популярность в среде любителей экстремальной электронной музыки.

## История
Музыкальный коллектив Alien Vampires был образован в 1998 году музыкантом Nysrok Infernalien известным по участию в Aborym. Создание подобного проекта основывалось на страсти Nysrok к различного рода паранормальным, сверхъестественным и необычным вещам, а также на желании создать новое индустриальное звучание. В 2003 году к Nysrok присоединился его старый друг клавишник Nightstalker. В 2004 году проект записал свои первые музыкальные композиции, стилистику которых сами музыканты определили как Horror Trance. Немногим позже проект в интернете выложил релиз I’m Dead Fuck You. В 2005 году Alien Vampires заключают договор с лейблом Kold Finger, который издаёт дебютный альбом Evil Generation, а также EP 2007 года Nuns are Pregnant.
Летом 2006 года композиция I Fuck Nuns попадает на сборник New Signs & Sounds, являющийся аудиоприложением к готическому журналу Zillo. В 2007 году ещё одна композиция под названием Evil Generation попадает на сборник Noise Terror 2 — World Wide Electronics. Отбором композиций для этого сборника занимался Йохан Ван Рой из Suicide Commando. В этом же году Alien Vampires переходят на новый лейбл — американский BLC Productions, на котором выходит второй альбом No One Here Gets Out Alive. В 2009 году группа переходит к бельгийскому лейблу Alfa Matrix, где вышел альбом Fuck Off and Die!, в записи которого приняли участие такие гостевые музыканты как: Йохан Ван Рой из Suicide Commando, участники из Noisuf-X и In Slaughter Natives.

## Состав
- Nysrok Infernalien — вокал, гитара
- Nightstalker — клавишные, ударные, программирование
- Drago Graveyards — клавишные, лайв

## Тексты
Тексты проекта посвящены различного рода извращениям, а также другим неприемлемым большинством членов цивилизованного общества вещам: пыткам, сексуальным перверсиям, сатанизму, садизму, бешенству, оккультизму, порнографии, вампиризму, фетишизму, БДСМ и т. д.

## Дискография
- 2004 — I'm Dead Fuck You (сингл)
- 2005 — Evil Generation
- 2007 — Nuns are Pregnant (EP)
- 2007 — No One Here Gets Out Alive
- 2009 — Fuck Off and Die!
- 2010 — Harshlizer[3]
- 2012 — Clubbers Die Younger (EP)
- 2014  — Harsh Drugs& BDSM (EP)
- 2015 — Drag You to Hell